# Carl Magnus von Schwerin
Carl Magnus von Schwerin (* 24. Dezember 1715 in Stolpe auf Usedom; † 18. Januar 1775 in Liegnitz) war ein preußischer Generalmajor, Chef des Infanterie-Regiments Nr. 43 und Ritter des Pour le Mérite.

## Leben

### Herkunft
Er entstammte der pommerschen Adelsfamilie Schwerin. Seine Eltern waren Johann Heinrich von Schwerin (* 12. August 1678; † 15. Dezember 1724) auf Stolpe sowie Erbherr auf Usedom und Johanna Elisabeth von Horn (1673–1730), eine Tochter des Generalmajors Magnus Friedrich von Horn. Der Landrat Erdmann Friedrich von Schwerin war sein Bruder.

### Werdegang
Am 19. April 1727 kam er zu den königlichen Pagen nach Berlin. Am 20. August 1728 wurde er aber Fahnenjunker im Infanterie-Regiment Nr. 16 (Flanß). Aufgrund seiner Jugend wurde er am 10. Februar 1729 an das Kadettencorps nach Berlin versetzt, um sich dort die notwendigen wissenschaftlichen Kenntnisse anzueignen.
Am 30. Mai 1737 wurde er Fähnrich im Infanterie-Regiment Nr. 26 (Kleist), 1740 wurde er Seconde-Lieutenant und am 15. Juli 1745 Premier-Lieutenant. Ab 1741 kämpfte er im Ersten schlesischen Krieg, dort wurde er am 10. April 1741 in der Schlacht bei Mollwitz sechsmal verwundet. Es dauerte bis 1744, bis das Regiment wieder in den Kampf kam. Bei Tábor kam er 1744 in Gefangenschaft, er wurde aber bald wieder ausgetauscht. Auf Grund seiner Leistungen erhielt er 1750 eine Grenadierkompanie im Regiment (Markgraf Heinrich) ohne je Stabshauptmann gewesen zu sein. Im Siebenjährigen Krieg war er bei der Belagerung von Prag und der Schlacht bei Kolin. In der Schlacht erhielt er elf Wunden und geriet in Gefangenschaft. Nach erfolgter Auswechslung hielt man ihn nicht mehr für feldtauglich. Er wurde daher im Oktober 1757 Major und Kommandant von Driesen. Hier kam seine Bewährungsprobe am 10. Juli 1758, als der russische General Demikof den Ort angriff. Nach einem zweiten Angriff musste er sich nach Landsberg an der Warthe zurückziehen.
Nach seiner endgültigen Genesung bekam er ein Grenadierbataillon, das aus den Grenadier-Kompanien der Regimenter Nr. 12 und Nr. 25 (von Möllendorf) gebildet wurde. Mit diesem wurde er 1760 zum Entsatz von Kolberg geschickt. Dort konnte er den Orden Pour le Mérite erwerben. Er blieb in der Festung, die er auch 1761 verteidigen half. Am 20. Januar 1761 wurde er Oberstleutnant und im Dezember 1761 Kommandeur in Regiment Nr. 47 (Grabow). Am 22. Mai 1764 wurde er Oberst, am 7. Juni 1767 Chef des Infanterie-Regiments Nr. 21 (Hülsen) und am 3. August 1767 Generalmajor.
Der Erbprinz von Braunschweig, Karl Wilhelm Ferdinand, kam 1773 in preußische Dienste, wollte ein heimatnahes Regiment und erhielt das Regiment von Schwerin. Im Gegenzug erhielt Carl Magnus von Schwerin das Fusilier-Regiment Nr. 43 (Krokow) in Liegnitz. Er starb dort 1775.

### Familie
Er war zweimal verheiratet. Seine erste Frau wurde am 5. September 1743 Friederike Charlotte von Falcke (* 26. Oktober 1715; † 6. Januar 1762), die die Tochter des Hauptmanns Hans Friedrich von Falcke Erbherr auf Galrow und dessen Frau Dorothea Elisabeth von der Lippen war. Mit seiner ersten Frau hatte er fünf Söhne und eine Tochter:
- Magnus Carl Ferdinand Bogislaus (1746–1810, Kommandant von der Festung Silberberg) ⚭ Frederike Katharina von Loefen (1746–1815)
- Gustav Heinrich (1747–1768)
- Wilhelm Heinrich (1748–1815)

⚭ Eleonore von Wittstruck (1756–1796)
⚭ Katharina Mark († 1852)
- Friedrich Leopold (Dietrich) (1749–1808)
- Alexander Friedrich (1752–1807, Stammvater des älteren Stolper Zweigs) ⚭ Ernestine Sophie von Rothkirch (1767–1790)[2]
- Henriette Charlotte Wilhelmine (1754; † 1793) ⚭ Karl Heinrich Gustav von Witten († 15. Januar 1794), Oberstleutnant

Seine zweite Frau wurde am 11. November 1762 Eva Friederike von Winterfeld (* 26. Januar 1742; † 4. März 1804). Ihr Vater war Hauptmann im Leibregiment. Mit ihr hatte er zwei Söhne und eine Tochter. Seine Frau überlebte ihn und erhielt eine königliche Pension. Nach ihrem Tod wurde sie in einer der Grüfte der Garnisonkirche beigesetzt. Das Paar hatte folgende Kinder:
- Ferdinand Ernst Ludwig (1763–1789)
- Adolf Hermann Carl (1767–1793)
- Friedrich Ludwig August (1769–1822, Stammvater des jüngeren Stolper Zweigs) ⚭ Constanze von Innhausen und Knyphausen  (* 6. Oktober 1785; † 6. März 1856) (Tochter von Luise Charlotte Henriette von Kraut)
- Elisabeth Charlotte (Adolfine) (1766–1808, Stiftsdame im Kloster zum Heiligengrabe)